# Pigen Frank og de andre verdener
|  | Denne artikel er oprettet af botten PalnaBot ud fra en ekstern database. Den kan derfor have sproglige fejl eller mangler. Denne skabelon kan fjernes efter kontrol af indholdet. |

Pigen Frank og de andre verdener er en film instrueret af Emelie Lindblom.